# Luuc Bugter
Luuc Bugter, né le 10 juillet 1993 à Arnhem, est un coureur cycliste néerlandais, participant à des épreuves sur route. 

## Palmarès
- 2017
  - 3e de l'Omloop van de Braakman
- 2018
  - Rás Tailteann : 
    - Classement général
    - 3e étape
- 2019
  - PWZ Zuidenveldtour
  - Tour d'Eure-et-Loir : 
    - Classement général
    - 3e étape

  - 1re étape du Kreiz Breizh Elites (contre-la-montre par équipes)
  - 2e du Tour de Groningue
  - 3e du Grand Prix International de Rhodes

## Classements mondiaux
| Année                                 | 2013 | 2014 | 2015 | 2016  | 2017  | 2018 | 2019 | 2020  | 2021  |
| ------------------------------------- | ---- | ---- | ---- | ----- | ----- | ---- | ---- | ----- | ----- |
| Classement mondial                    |      |      |      | 2475e | 1075e | 569e | 576e | 1577e | 1988e |
| UCI Europe Tour                       | 942e | nc   | 545e | 1642e | 679e  | 331e | 435e | 1173e | 1346e |
| UCI Asia Tour                         | nc   | 223e | 162e | nc    | nc    | nc   |      |       |       |
|                                       |      |      |      |       |       |      |      |       |       |
| Légende : nc = non classéSource : UCI |      |      |      |       |       |      |      |       |       |